# Adam Miller (baseball)
Pour les articles homonymes, voir Adam Miller et Miller.
Adam Wayne Miller, né le 26 novembre 1984 à Plano (Texas), est un joueur américain de baseball qui fait partie de l'effectif Indians de Cleveland.

## Carrière

### Scolaire et universitaire
Adam Miller porte les couleurs de son lycée, McKinney High School, jusqu'en 2002 et est drafté par les Cleveland Indians. Miller hésite et préfère franchir le rubicon du professionnalisme sans passer par l'Université d'Arizona qui s'apprétait à l'accueillir.

### Professionnelle
Il complète sa formation dans les clubs-écoles des Indians : Burlington Indians (2003), Lake County Captains (2004), Kinston Indians (2004 et 2005), Mahoning Valley Scrappers (2005), Akron Aeros (2006) et Buffalo Bisons (2006 et 2007).
Il est récompensé du Bob Feller Award en 2004 et 2006.
Durant l'inter-saison 2007, il prend part aux matches de pré-saison des Indians et en 2008, il est intégré à l'effectif des 40 joueurs des Indians de Cleveland mais évolue seulement avec les Buffalo Bisons en Triple-A, comme les deux saisons précédentes. Même situation en 2009. Seule variante, l'équipe Triple-A change : Columbus Clippers.